# Мельникова Тамара Михайлівна
́
Тамара Михайлівна Мельникова (нар. 15 листопада 1940 або 9 грудня. Ярмолинці, Хмельницька область, Українська РСР) — російський музейний працівник, педагог, літературознавець. Заслужений працівник культури РСФСР. Лауреат Державної премії Російської Федерації (2015).

## Біографія
Народилася 15 листопада 1940 року в с. Ярмолинці, Хмельницька область, Українська РСР, СРСР.
У 1962 році закінчила історико-філологічний факультет Пензенського педагогічного інституту імені В. Г. Белінського. З 1962 р. — вчитель російської мови в Крутцовській восьмирічній школі Колишлейського району Пензенської області. З 1968 року працює в музеї-садибі М. Ю. Лермонтова на посаді старшого наукового співробітника, незабаром була переведена на посаду головного зберігача, потім — на посаду заступника директора з наукової роботи.

### На чолі Лермонтовського музею-заповідника«Тархани»
З 1978 року є директором Державного Лермонтовського музею-заповідника «Тархани».

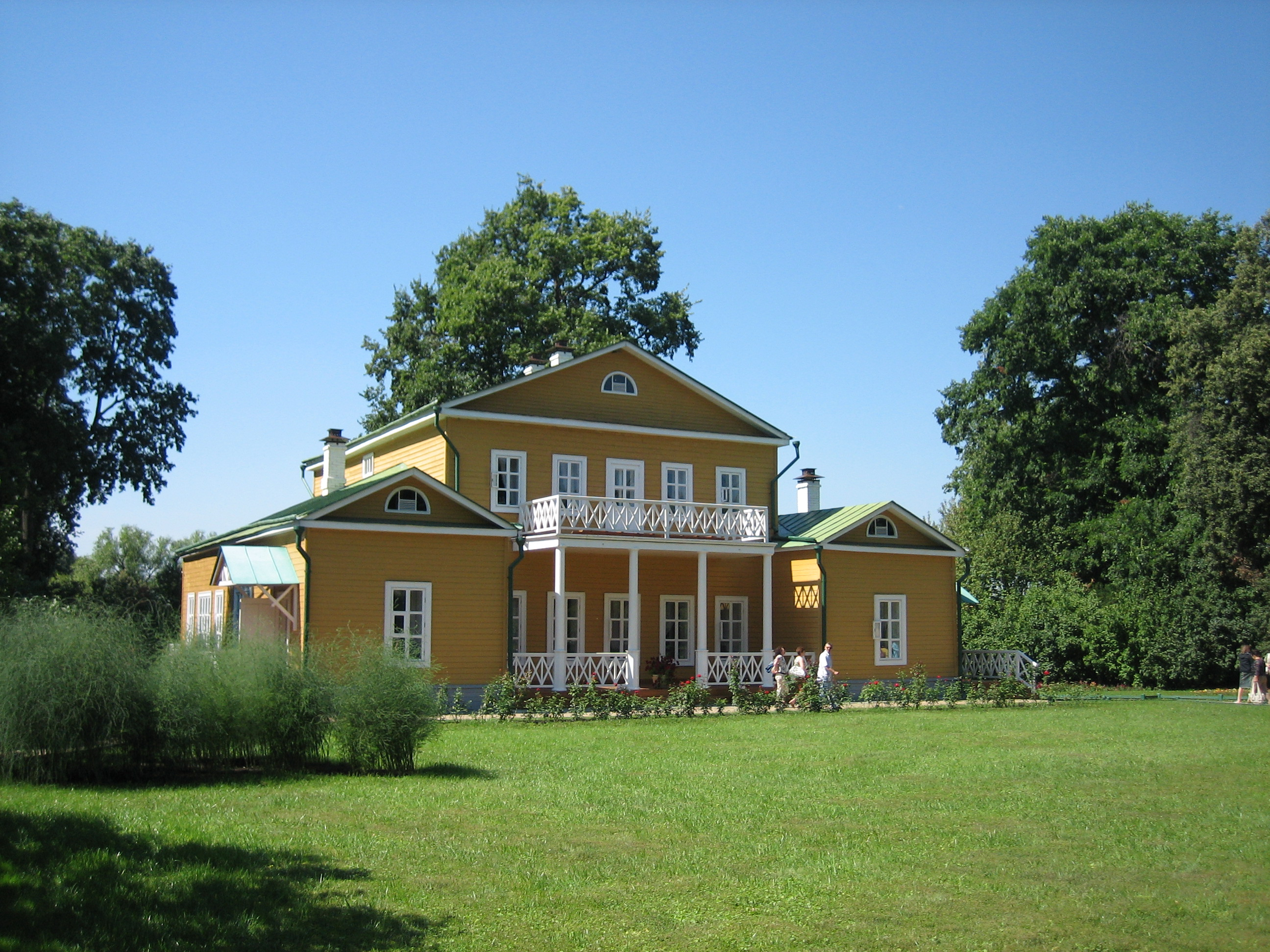
Державний музей-заповідник «Тархани»

Проводила комплектування фондів (близько 6 тис.), реставрацію каплиці на могилі М. Ю. Лермонтова (1978—1994), церкви Марії Єгипетської і Михайла Архистратига (1983—1985), будинку-музею (1990—1997) і т. д. Брала участь в організації музею А. І. Купріна в Наровчаті, створенні меморіальної експозиції музею В. Г. Белінського, реставрації музею А. Н. Радищева.
Вперше в Росії в 1990-хх рр. організувала комплекс заходів з відтворення на території музею-заповідника «Тархани» функціональних господарств, компонентів дворянської садиби 19 ст. (очищення і зариблення ставків, ремонт садів, відновлення пасіки, сіножатей та ін.).
У 1998—2000 рр. під її керівництвом проведена капітальна реставрація Панського будинку з відновленням його внутрішньої архітектури.
Є автором публікацій з проблем музеєзнавства, лермонтоведіння, краєзнавства в обласній та російській пресі, каталогу фондів.

## Нагороди та звання

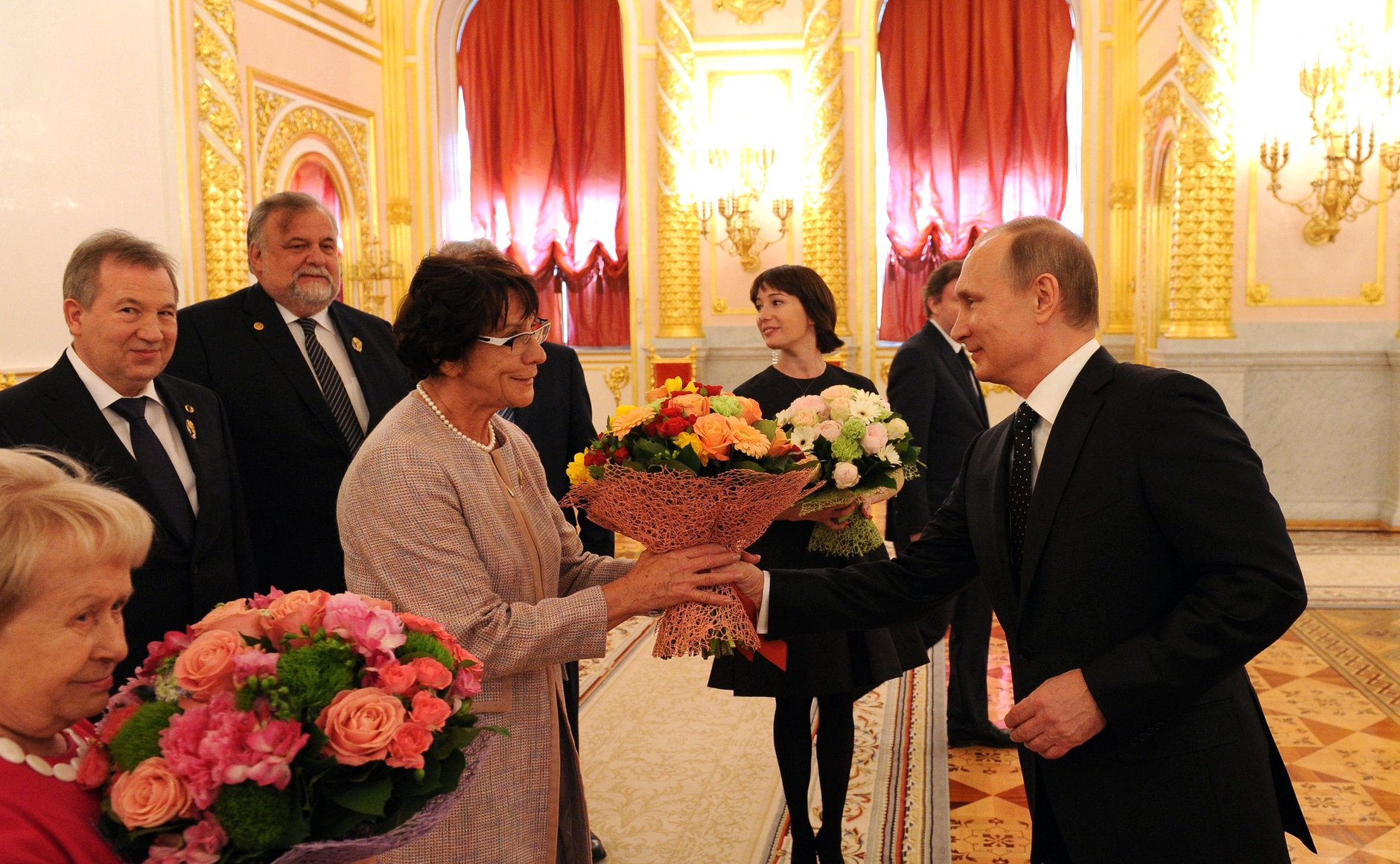
На церемонії вручення Державної премії Російської Федерації за 2014 рік 12 червня 2015 року.

- Орден Олександра Невського (7 грудня 2020 року) — за великий внесок у розвиток вітчизняної культури і мистецтва, багаторічну плідну діяльність[3].
- Орден Пошани (11 березня 2008 року) — за великі заслуги в розвитку вітчизняної культури і мистецтва, багаторічну плідну діяльність[4].
- Орден Дружби народів (1980).
- Заслужений працівник культури РСФСР (1 грудня 1986 року) — за заслуги в області радянської культури і багаторічну плідну роботу[5].
- Державна премія Російської Федерації в області літератури і мистецтва 2014 роки (8 червня 2016 року) — за комплексне відновлення музею-заповідника «Тархани», відродження традицій садибної культури, популяризацію творчої спадщини М. Ю. Лермонтова[6].
- Золота медаль ВДНГ (1982).
- Почесний громадянин Пензенської області (27 травня 2016 року)[7].

## Твори
- «И дышит непонятная святая прелесть в них». Пенза, 1995.
- Музей-заповідник «Тархани». Путівник. Саратов, 1996 (у співавторстві).